# Тигипко, Виктория Викторовна
Ви́ктория Ви́кторовна Тиги́пко (в девичестве Лопатецкая; укр. Вікторія Вікторівна Тігіпко;  род. 17 августа 1973 года в Киеве) — украинский предприниматель, общественный деятель, основатель и управляющий партнер венчурного фонда TA Ventures, президент Одесского международного кинофестиваля, глава Наблюдательного совета Украинской киноакадемии, основатель клуба частных инвесторов iClub, соосновательница женского бизнес-комьюнити WTECH, инициатор создания украинской сети клубов программирования для детей Code Club и школы EscapeLAB, организатор международной ІТ-конференции «IDCEE. Internet technologies and Innovations». (проводилась до 2014 года).
Венчурный фонд TA Ventures, работающий под управлением Виктории Тигипко, инвестирует в инновационные технологические стартапы, использующие AI/ML-технологии в сферах mobility и digital healthcare, а также в стартапы, предоставляющие SaaS-решения, и маркетплейсы.
Соучредитель проекта OneUkraine – благотворительной платформы от команды предпринимателей со всего мира, которые объединились для помощи и восстановления Украины, пострадавшей из-за войны с Россией.

## Биография
Виктория Тигипко (в девичестве Лопатецкая) родилась в Киеве 17 августа 1973 года в семье военного музыканта и педагога Виктора Лопатецкого и врача-логопеда Лидии Лопатецкой.

### Образование
В 1990 году Виктория с отличием окончила киевскую школу № 191, а затем, в 1996 году, факультет «международные экономические отношения и право» Киевского института народного хозяйства (сейчас КНЭУ) с красным дипломом.
Позже изучала финансовый менеджмент в Венском университете экономики.
Выпускница программы Venture Capital for Executives Университета Беркли.
Владеет 6 языками, в том числе английским, французским, немецким и итальянским.

### Карьера
Начала карьеру с позиции брокера в Украинской универсальной товарной бирже. Параллельно работала синхронным переводчиком с английского в банковской школе при Международном институте менеджмента (МИМ).
Свою первую компанию основала в возрасте 21 года, в 1996-м. Впоследствии компания стала крупнейшим на Украине и ТОП-3 в СНГ) дилером немецкой компании «Керхер» (Alfred Kärcher GmbH & Co. KG).
В настоящее время Виктория Тигипко занимается венчурным бизнесом и является партнером-учредителем фонда TA Ventures, который инвестирует в инновационные технологические SaaS-решения, маркетплейсы, стартапы в сферах fintech, healthcare и mobility, в  технологические компании в США и Европе (в т.ч. и в Украине) преимущественно в сферах Mobility и Digital Health, оппуртунистически – в сферах финансов, недвижимости и корпоративного ПО. TA Ventures фокусируется на этапах посевных инвестиций и раундах серии А с чеками от $250 тыс. до $1 млн. 
TA Ventures  инвестирует в технологические компании с 2010 года. В портфеле фонда такие компании как Wunder Mobility, Caroobi, Klara, Sense.ly, а также Azimo, SumUp, Dreamlines, FinanzCheck, Wallapop и более 100 других проектов. С момента основания компания инвестировала в более чем 130 компаний и совершила 39 экзитов.
В 2018 году Виктория Тигипко совместно с Верославой Новосильной создали Wtech  – комьюнити для женщин- руководителей IT и tech-бизнеса. Задачи платформы: нетворкинг и обмен опытом, менторская поддержка, развитие карьеры, общение с потенциальными инвесторами, гранты, помощь с развитием бизнеса, поиск правильных бизнес-контактов через международное комьюнити. Wtech также поддерживает девушек, у которых есть технологические проекты, в их поездках на международные конференции для того, чтобы установить базу контактов.
Первая встреча Wtech состоялась в Киеве 1 ноября 2018 года. В сентябре 2019 года в комьюнити Wtech уже больше 1250 участниц. В Wtech Advisory Board более 30 человек. В 2019 году было открыто 4 представительства в регионах: Днепр, Одесса, Львов, Харьков.

## Общественная деятельность

### Организация конференции IDCEE
С 2010 по 2014 год Виктория являлась главой оргкомитета международной конференции IDCEE. Internet technologies and Innovations. Конференция IDCEE стала ведущим некоммерческим мероприятием, посвященным интернет-технологиям и инновациям, в Центральной и Восточной Европе.
За 4 года конференцию посетили более 2 тысяч участников из 25 стран мира, более 70 выдающихся спикеров, представителей 50 венчурных фондов и более 170 команд стартап-предпринимателей.

### Образовательный проект Code Club UA
В 2013 году Тигипко инициировала создание Code Club UA — общенациональной сети клубов для бесплатного обучения программированию для детей в возрасте 8-14 лет. Программа разработана Массачусетским институтом.
Украина стала первой страной, которая присоединилась к глобальной инициативе Code Club и локализовала учебные курсы. По состоянию на 2018 год в Украине насчитывается более 550 клубов программирования, где обучается более 10 тыс. детей. В 2019 году Code Club UA планирует обучать 15000 детей по всей Украине.

### ICLUB Global
Виктория Тигипко является президентом ICLUB Global — международной сети инвестиционных клубов от фонда TA Ventures. Члены ICLUB инвестируют в европейские и американские стартапы. Клубы открыты в Лондоне, Монако, Киеве и Нью-Йорке.

### Киннернет Одесса
Киннернет Одесса  – это мероприятие только по приглашениям, структурированное как «(не) конференция». Kinnernet-неконференция предполагает формат, в котором все участники вносят свой вклад в мероприятие, участвуя в различных сессиях, поощряя обсуждения, взаимодействия и творческий подход. Сообщество Kinnernet состоит из предпринимателей, инноваторов, основателей стартапов, ученых, профессионалов в области СМИ и креативщиков.
Соорганизатором этого мероприятия является Йосси Варди – одна из главных фигур мировой инновационной экосистемы.
Впервые Йосси Варди провел Киннернет в Израиле в 2003 году. С тех пор Киннернет проводится несколько раз в год в разных частях мира. Предыдущие конференции Kinnernet проходили по всему миру от Израиля, Франции, Италии, Мексики, Португалии, Швеции до Эстонии. В Украине Киннернет впервые прошёл в 2019 году в Одессе.

### EscapeLAB
EscapeLAB [English/Entrepreneurship, Science, Coding]  – это национальная сеть школ по программированию, бизнес-английскому, предпринимательству и точным наукам для детей 7-16 лет. Цель школы –  помочь школьникам быть конкурентоспособными на мировом рынке, обучать новаторов и создавать новый высококачественный кластер общества, который будет сосредоточен на создании глобальных технологических продуктов и услуг. 
Школа Escape LAB имеет офисы в крупных городах Украины и предлагает студентам курсы выходного дня.

## Киноиндустрия

### ОМКФ
Виктория Тигипко — президент и организатор Одесского международного кинофестиваля (Odesa International Film Festival, ОМКФ), одного из ключевых событий в киноиндустрии в Центральной и Восточной Европе и крупнейшего кинофестиваля в этом регионе. ОМКФ был основан в 2010 году для популяризации интеллектуального кино среди украинских зрителей и для поддержки украинской киноиндустрии в стране и на международном уровне. В 2017 году фестиваль посетили 130 тыс. гостей.
В рамках кинофестиваля на Потемкинской лестнице традиционно проходит open-air-киноперформанс в сопровождении симфонического оркестра. В 2018 году это мероприятие посетили 15 тысяч зрителей.
Десятый юбилейный кинофестиваль прошёл с 12 по 20 июля 2019 года.

### Украинская киноакадемия
Виктория Тигипко является главой наблюдательного совета Украинской киноакадемии — объединения профессионалов в области кино и кинопроизводства, создание которого было инициировано командой Одесского международного кинофестиваля в 2016 году. Главная цель Украинской киноакадемии — всесторонняя поддержка и развитие национального кинематографа.
Национальная кинопремия — единственная в Украине премия в области кино, созданная с целью популяризации национального кинематографа и выдающихся достижений представителей украинской киноиндустрии. Премия представлена в 18 номинациях. Победителей определяют члены Украинской киноакадемии путем трехэтапного голосования. Главным символом национальной кинопремии выбрана статуэтка «Золота Дзига», что воплощающая стремительность, непрерывное развитие и бесконечность.
К участию в конкурсе 2019 года принимаются фильмы, премьеры которых состоялись в период с 1 января 2018 до 31 декабря 2018 включительно. После закрытия форм для подачи заявок на участие было проведено голосование (согласно Регламенту второй Украинский кинопремии). Победителей Национальной кинопремии выбирает правление и члены Украинской киноакадемии (кроме номинации "Выбор Зрителя", голосование за победителя в которой проводится онлайн).
Победители были объявлены во время торжественной церемонии вручения наград Национальной кинопремии, которая состоялась 19 апреля 2019 года.

## Награды и рейтинги
Виктория Тигипко часто выступает на ведущих мировых технологических конференциях (например, NOAH и DLD) и является ментором украинских стартапов и акселераторов.
В 2010 году она попала в рейтинг «25 самых успешных бизнес-леди Украины»(23-е место), а в 2011 заняла 13-е место в рейтинге «100 самых влиятельных женщин Украины».
В 2012 году Виктория Тигипко попала в рейтинг «TOP 100 Самых влиятельных украинцев». Кроме того в 2012 году Виктория стала одной из топ-5 влиятельных персон в украинском интернете.
На 2013 год Виктория Тигипко вышла на 9-е место в списке украинских богачей «Форбс» с состоянием 1,2 млрд долларов.
В 2016 Виктория вошла в рейтинг ТОП-100 самых успешных женщин Украины по версии издания «Новое время».
В 2017 году заняла 28-е место рейтинга 100 самых успешных женщин Украины по версии издания «Фокус».

## Семья
Воспитывает троих детей: Тимофей (2002), Анастасия (2005), Леонтий (2008).